# Індре Сорокайте
Індре Сорокайте (італ. Indre Sorokaite; 7 липня 1988, Каунас) — литовська і італійська волейболістка. Бронзова медалістка чемпіонату Європи, учасниця Олімпійських ігор у Токіо. Переможниця Ліги європейських чемпіонів і клубної першості світу.

## Із біографії
Народилася в Каунасі. У червні 2013 року отримала італійське громадянство і дебютувала в національній збірній цієї країни.

## Клуби
| Роки      | Клуб                                          | Ліга  |
| --------- | --------------------------------------------- | ----- |
| 2003–2004 | «Cogem SDS» (Монтезільвано)                   | В2    |
| 2004–2006 | «Марке Металлі» (Кастельфідардо)              | А2    |
| 2006–2009 | «Фоппапедретті» (Бергамо)                     | А1    |
| 2009–2012 | «К'єрі Торіно»                                | А2/А1 |
| 2012–2013 | «Азеррейл» (Баку)                             | А     |
| 2013–2014 | «Denso Airybees» (Нісіо)                      | В     |
| 2014–2016 | «Рівер» (П'яченца)                            | А1    |
| 2016–2019 | «Il Bisonte Firenze» (Сан-Кашіано, Флоренція) | А1    |
| 2019–2020 | «Імоко Воллей» (Конельяно)                    | А1    |
| 2020–2021 | «Toyota Auto Body Queenseis» (Карія)          | А     |
| 2021–2022 | «Il Bisonte Firenze» (Сан-Кашіано, Флоренція) | А1    |
| 2021–2023 | «Савіно Дель Бене» (Скандіччі)                | А1    |
| 2023–2024 | «Джакарта Електрик ПЛН»                       | А     |
| 2023–     | «Пінероло»                                    | А1    |

## Клубні досягнення
Ліга чемпіонів ЄКВ
- Перше місце (2): 2007, 2009

Кубок ЄКВ
- Перше місце (1): 2023

Кубок викликуЄКВ
- Перше місце (1): 2022[5]

Клубний чемпіонат світу
- Перше місце (1): 2019

Чемпіонат Італії
- Друге місце (1): 2016
- Третє місце (4): 2008, 2009, 2015, 2023

Кубок Італії
- Перше місце (2): 2008, 2020
- Друге місце (1): 2016
- Третє місце (2): 2007, 2009

Суперкубок Італії
- Перше місце (1): 2019

Чемпіонат Азербайджану:
- Друге місце (1): 2013

## Досягнення у збірній
Чемпіонат Європи :
- Третє місце (1): 2019

Volley Masters Montreux :
- Перше місце (1): 2019

## Статистика
Статистика виступів на літніх Олімпійських іграх:
| Рік  | Турнір           | Ігри | Сети | Очки | Ср. | Місце | Примітки |
| ---- | ---------------- | ---- | ---- | ---- | --- | ----- | -------- |
| 2021 | Олімпійські ігри | 6    | 14   | 1    | ,   | 6     |          |